# Piosenka autorska
Zasugerowano, aby zintegrować ten artykuł z artykułem Pieśniarz (dyskusja). Nie opisano powodu propozycji integracji.
Piosenka autorska – nurt muzyczny skupiający pieśniarzy, którzy są zarazem głównymi autorami tekstu i muzyki swoich utworów oraz ich wykonawcami (solo bądź z akompaniamentem innych muzyków) (por. ang.: Singer-songwriter, wł.: Cantautore, fr.: Auteur-compositeur-interprète niem.: Liedermacher). Forma twórczości artystycznej popularna wśród wykonawców muzyki rozrywkowej, jakkolwiek nie wszystkich autorów tekstów bądź muzyki do śpiewanych przez siebie utworów można objąć tym, w praktyce często niezbyt precyzyjnym, terminem.
W Polsce wykonawców piosenki autorskiej zalicza się najczęściej do nurtu piosenki literackiej.

## Główni przedstawiciele piosenki autorskiej

### Ameryka PółnocnaiWielka Brytania
Korzenie śpiewania autorskiego tkwią w Ameryce Północnej i sięgają wykonawców muzyki folk, którzy tworzyli własne utwory w oparciu o substrat muzyczny tego gatunku. Najbardziej znani przedstawiciele to: Woody Guthrie, Lead Belly i Pete Seeger, oraz zespół The Weavers. Ci prekursorzy gatunku nie byli jeszcze zbytnio oryginalni (w przeciwieństwie do swych następców) bowiem sięgali również po utwory innych wykonawców. Treść ich piosenek koncentrowała się na sprawach społecznych; ich spadkobiercy przejęli to dziedzictwo. Ten typ twórczości zdobył szerszą popularność w anglojęzycznej Ameryce Północnej i w Wielkiej Brytanii w latach 60. i na początku 70., kiedy doszło go głosu nowe, liczne pokolenie artystów, którzy poszerzyli krąg swych inspiracji o muzykę country. Można tu wymienić takie nazwiska jak: Bob Dylan, Paul Simon, Neil Young, John Denver, Dave Mason, Joni Mitchell, Leonard Cohen, Donovan, Carly Simon, Cat Stevens, Van Morrison, Tim Hardin, Johnny Cash czy Dolly Parton.
Kolejny krok w rozwoju gatunku stanowi twórczość takich artystów jak Carole King, których związki z muzyką folk I country nie są już tak bezpośrednie a twórczość i wykonawstwo estradowe ma bardziej zindywidualizowany i osobisty (wewnętrzny) charakter.
Odrębna kwestią jest czy można do tego gatunku zaliczyć twórczość grup młodzieżowych tamtego okresu z obu stron Atlantyku (z Beatlesami na czele) choć formalnie spełniają oni wymogi stawiane przez definicję gatunku. Natomiast nie da się ukryć, że można do tego gatunku z powodzeniem zaliczyć późniejszą, indywidualną twórczość członków grup już po ich rozpadzie: Paula McCartneya, Johna Lennona i George’a Harrisona, a także innych artystów będących w podobnej sytuacji, jak np. Peter Frampton, Don Henley czy Glenn Frey.
W latach 70. i wczesnych 80. całe pokolenie śpiewających autorów zostało mniej lub bardziej wchłonięte przez falę muzyki pop czy soft rocka, ale niektórzy oparli się tej tendencji i z powodzeniem kontynuowali tradycje z lat 60. (jak Bruce Springsteen, Patti Smith, Kate Bush czy Stevie Nicks).
W późnych latach 80. pałeczkę przejęło kolejne pokolenie śpiewających autorów: Suzanne Vega a później Tracy Chapman, Nanci Griffith, k.d. lang czy Tori Amos.
W latach 90. zaznaczyły się takie nazwiska jak: Alanis Morissette, Sarah McLachlan, Sheryl Crow, Victoria Williams, Patty Griffin, Jewel, i wielu innych, którzy dodali do zdobyczy gatunku m.in. nowe, akustyczne brzmienie, wywodzące się z rocka.
Począwszy od późnych latach 90., wraz z rozwojem niezależnej sceny muzycznej, artyści coraz częściej nagrywają własne utwory dla własnych, niezależnych wytwórni płytowych. Do popularyzacji tego typu twórczości zaczął być coraz częściej wykorzystywany Internet. Kilka nazwisk: Jann Arden, Dar Williams, Ani DiFranco, Allison Crowe, Beth Hart czy Christopher Williams.

### Francja
W Europie, zanim dotarły do niej wpływy zza Atlantyku, głównym ośrodkiem piosenki autorskiej a co za tym idzie, i autorskiego śpiewania była Francja. Wydaje się, że za ojca (a raczej za matkę) tego gatunku można uznać Édith Piaf, chociaż nie była ona kompozytorką śpiewanych przez siebie piosenek a teksty napisała tylko do kilku z nich: La Vie en rose (1946) czy Hymne à l’amour (1950); odegrała za to ogromną rolę inspirującą dla nadchodzącego pokolenia młodych artystów, których dopiero można uznać za właściwych reprezentantów gatunku; kilku z nich zresztą pomogła, ułatwiając start artystyczny: (to m.in. Yves Montand, z którym miała trwający kilka lat romans, Gilbert Bécaud, który zaczął śpiewać za jej namową w 1953 roku czy wreszcie Charles Aznavour). Sama Édith Piaf słynęła z niebywałej ekspresji i dramatyzmu w wykonywaniu piosenek, specjalnie dla niej pisanych a jej styl wykonawczy i samo podejście do sztuki interpretacyjnej zostało przejęte przez wymienionych młodszych kolegów, śpiewających autorów, do których dołączyli z czasem Georges Moustaki, Georges Brassens, Jacques Brel, Leo Ferré i wielu innych.

### ZSRRiRosja
Pojedyncze utwory gatunku pojawiły się jeszcze w latach 1930., na przykład stworzone przez Pawła Kogana i Georgija Lepskiego romantyczne pieśni, najsławniejszą z których stała się Brygantyna (Бригантина); a także wczesne pieśni Michaiła Anczarowa.
W połowie XX wieku w ZSRR dał się zaobserwować prąd pieśni autorskich. Gatunek wyrósł w latach 1950–1960. samoistnie, z amatorskiej działalności artystycznej, niezależnie od polityki kulturalnej władz radzieckich, i szybko zdobył sobie szeroką popularność. Piosenka autorska wykonywana była przez autora, zwykle przy akompaniamencie gitary akustycznej. Akcent położony był na poetyczność tekstu. W ZSRR artystów amatorów nazywano często bardami. W początkowym okresie podstaw tego gatunku muzyki były piosenki studenckie i turystyczne, różniące się od „oficjalnych”, rozpowszechnianych w państwowych środkach przekazu, dominującą osobistą intonacją i żywym, nieformalnym podejściem do tematu. W początku lat 1950. piosenka autorska rozwijała się dynamicznie w środowisku studenckim, w szczególnoci na wydziale biologicznym Uniwersytetu Moskiewskiego (znanymi autorami stali się Gien Szangin-Bieriezowskij, Dmitrij Suchariew, Liliana Rozanowa), i w Moskiewskim Uniwersytecie Pedagogicznym (Jurij Wizbor, Julij Kim, Ariadna Jakuszewa). Masową popularność piosenka autorska zdobyła w połowie lat 1950., wraz z pojawieniem się magnetofonu. W tym okresie Bułat Okudżawa i Nowella Matwiejewa rozpoczęli systematyczną twórczość.
W póniejszym okresie, w latach 1960. i 70., klasykami gatunku stali się Władimir Wysockij, Aleksandr Galicz, Władimir Turijanskij, Wiktor Bierkowskij, Siergiej Nikitin, Aleksandr Gorodnickij, Aron Krupp, Jewgienij Kljaczkin, Jurij Kukin, Aleksandr Mirzajan, Wadimir Bieriekow, Wiera Matwiejewa, Wiktor Łufierow, Piotr Starczik, Aleksandr Suchanow, Wieronika Dolina, Aleksandr Dolskij. Do grona tego w latach 1980. i 90. dołączyli Michaił Szczerbakow, duet Alieksiej Iwaszczenko i Gieorgij Wasiliew (Iwasi, Иваси). Do tego gatunku można też zaliczyć twórczość Timura Szaowa i grupy Blues-Sobiesiednik (Blues-Собеседник).

### Włochy
Również we Włoszech pod koniec lat 50. i w latach 60. zaistniała i rozwinęła się bardzo płodna tradycja autorskiego śpiewania (wł. cantautore), początkowo pod wpływem wspomnianych już francuskich „chansonniers” a później rozwijająca się już jako własny, różnorodny nurt muzyczny. Choć termin „cantautore” normalnie zakładał społeczno-polityczny kontekst słów piosenek, to jednak zwyczajowo zalicza się do tej kategorii również i tych artystów, którzy pisali bardziej błahe teksty, skierowane do możliwie szerokiej publiczności jak np. Domenico Modugno, uważany zresztą za protoplastę tego zjawiska na gruncie włoskim. Kolejni znani przedstawiciele to: Gino Paoli, Luigi Tenco, Sergio Endrigo, Fabrizio De André, Francesco De Gregori, Antonello Venditti, Roberto Vecchioni, Ivano Fossati, Lucio Dalla, Francesco Guccini czy Franco Battiato. Do grupy tej zaliczyć też można i Umberto Bindiego choć był on tylko autorem muzyki do swoich utworów. To zarazem pokazuje jak nieostre może pojęcie „śpiewający autor” w konkretnych wypadkach. Dowodem tego jest kolejne nazwisko, neapolitańczyk Pino Daniele, opierający się wszelkim klasyfikacjom, łączący w swoich utworach tak różne gatunki jak: jazz, rock, blues, tarantella czy madrygał a śpiewający swe utwory po włosku, neapolitańsku i angielsku.

### Niemcy
Niemiecki termin „twórca piosenek” – Liedermacher jest tłumaczeniem ang. songwriter. a styl wykonawczy wypływa zarówno z amerykańskiej piosenki folk, jak i chanson francuskiej. Teksty mają często charakter polityczny, a wykonywane są zwykle z akompaniamentem gitary. Wyróżniający się przedstawiciele gatunku to: Wolf Biermann, Reinhard Mey, Franz Josef Degenhardt, Hannes Wader czy Konstantin Wecker.

### Hiszpania,Portugalia,Ameryka Łacińska
Już od początku lat 60. wiele krajów Ameryki Łacińskiej zapoczątkowało i rozwinęło własną tradycję autorskiego śpiewania, określanego później zbiorczym mianem nueva canción. Twórczość wszystkich autorów spod tego znaku charakteryzują silne konotacje społeczno-polityczne (bieda, niesprawiedliwość społeczna, ludowy marksizm, niechęć do Stanów Zjednoczonych). Głównym przedstawicielem i sztandarową postacią gatunku stał się w latach 70. Chilijczyk Victor Jara, który znalazł wielu naśladowców w takich krajach jak Peru, Argentyna czy Boliwia.
W tym samym czasie w Brazylii popularny styl muzyczny bossa nova ewoluował w kierunku piosenki autorskiej, również o silnych konotacjach politycznych, zwanej Tropicalismo. Dwaj najbardziej znani przedstawiciele gatunku to Gilberto Gil i Caetano Veloso.
Pod wpływem latynoskim także i w Hiszpanii i Portugalii pojawili się rodzimi śpiewający autorzy jak chociażby Joaquín Sabina czy pochodzący z Katalonii Joan Manuel Serrat.
Analogiczny nurt zaistniał też i w sąsiedniej Portugalii, gdzie miejscowy śpiewający autor José Afonso przyczynił się do ożywienia tamtejszej kultury folkowej modernizując lokalny gatunek muzyczny zwany fado. Dodatkowego, politycznego impulsu przydała temu zjawisku Rewolucja goździków z 1974 roku.